# Frontera entre l'Aràbia Saudita i Qatar
La frontera entre Aràbia Saudita i Qatar és la frontera marítima i terrestre que separa Aràbia Saudita de Qatar. En tancar la península sobre la qual es troba l'emirat de Qatar al sud, la frontera terrestre és llarga, formant un tipus d'arc d'oest a est. És l'única frontera terrestre de Qatar i la més curta de les cinc fronteres terrestres de l'Aràbia Saudita.

## Traçat
Des del nord-oest fins al sud-est, la frontera és marítima, creuant el mar, el golf de Salwa (Dawhat Salwa) al fons del golf de Bahrain, s'estén per una frontera terrestre des del fons d'aquesta badia, que segueix una direcció sud-est abans de remuntar gradualment cap al nord-est i acaba a la vora del khawr al-Udayd, una badia molt tancada, de vegades coneguda com a mar interior, al sud-oest de Qatar i que s'estén per un nou límit marítim a la part sud d'aquesta badia en el golf Pèrsic. La frontera terrestre és desèrtica i disposa de dos llocs fronterers a les dues autovies que la travessen, la carretera Salwa, a l'oest, no gaire lluny del golf de Salwa i la carretera Qatar-UAE, al centre, que connecta Qatar amb els Emirats Àrabs Units. Aquestes són les úniques carreteres que connecten Qatar cap a l'exterior, els treballs del Pont de l'Amistat per connectar Qatar amb l'illa de Bahrain encara no ha començat.

## Història
La frontera fou definida en 1868 quan Qatar es va separar de Bahrein amb suport del Regne Unit. La frontera entre ambdós estats fou reconeguda mitjançant un acord el 4 de desembre de 1965, però sempre hi ha hagut disputes.
En juny de 2017 el conflicte larvat entre ambdós països es va transformar en crisi diplomàtica, i el regne saudita va decidir el tancament de la frontera terrestre i les fronteres marítimes i aèries, de la mateixa manera que Bahrein i els Emirats Àrabs Units van tancar les seves.